# Joseph Wencker
Joseph Wencker né à Strasbourg le 4 novembre 1848 et mort à Paris le 21 décembre 1919 est un peintre français.

## Biographie
Joseph Wencker fréquente l'école municipale de dessin de Strasbourg, travaille chez un décorateur puis, en 1868, entre aux Beaux-Arts de Paris dans l'atelier de Jean-Léon Gérôme.
En 1876, il est le lauréat du prix de Rome en peinture. Il est l'auteur de portraits, de sujets religieux et de scènes de genre.
Il est inhumé au cimetière de Montmorency,

## Œuvres dans les collections publiques
- Châteaudun, musée des Beaux-Arts et d'Histoire Naturelle : Sainte Élisabeth, Reine de Hongrie soignant un blessé, 1876.
- Jargeau, musée Oscar Roty : Portrait de M. Boulanger, 1889[4].
- Le Puy-en-Velay, musée Crozatier : Saint Jean Chrysostome prêchant devant l'impératrice Eudoxie ou Prédication de Saint Jean Chrysostome contre l'impératrice Eudoxie, 1880-1881.
- Mulhouse, musée des Beaux-Arts :
  - Portrait de femme ;
  - Sous la feuillée, 1874 ;
  - Lecture dans un marché en Italie ;
  - Portrait d'Auguste Dollfus en pied.
- Paris, école nationale supérieure des Beaux-Arts : Priam aux pieds d'Achille, 1876.
- Saint-Étienne-lès-Remiremont, église Saint-Étienne : La Lapidation de saint Étienne, vers 1875-1876.
- Strasbourg :
  - musée d'Art moderne et contemporain : Paysans italiens devant Santa Maria Della Salute à Venise, 1880.
  - musée historique : Portrait d'Auguste Himly, dépôt du musée d'Orsay.

## Salons
- 1881 : Portrait de M. Engel Dollfus.
- 1882 : Prédication de saint Jean Chrysostome contre l'Impératrice Eudoxie.
- 1893 : Artémis.

Œuvres de Joseph Wencker
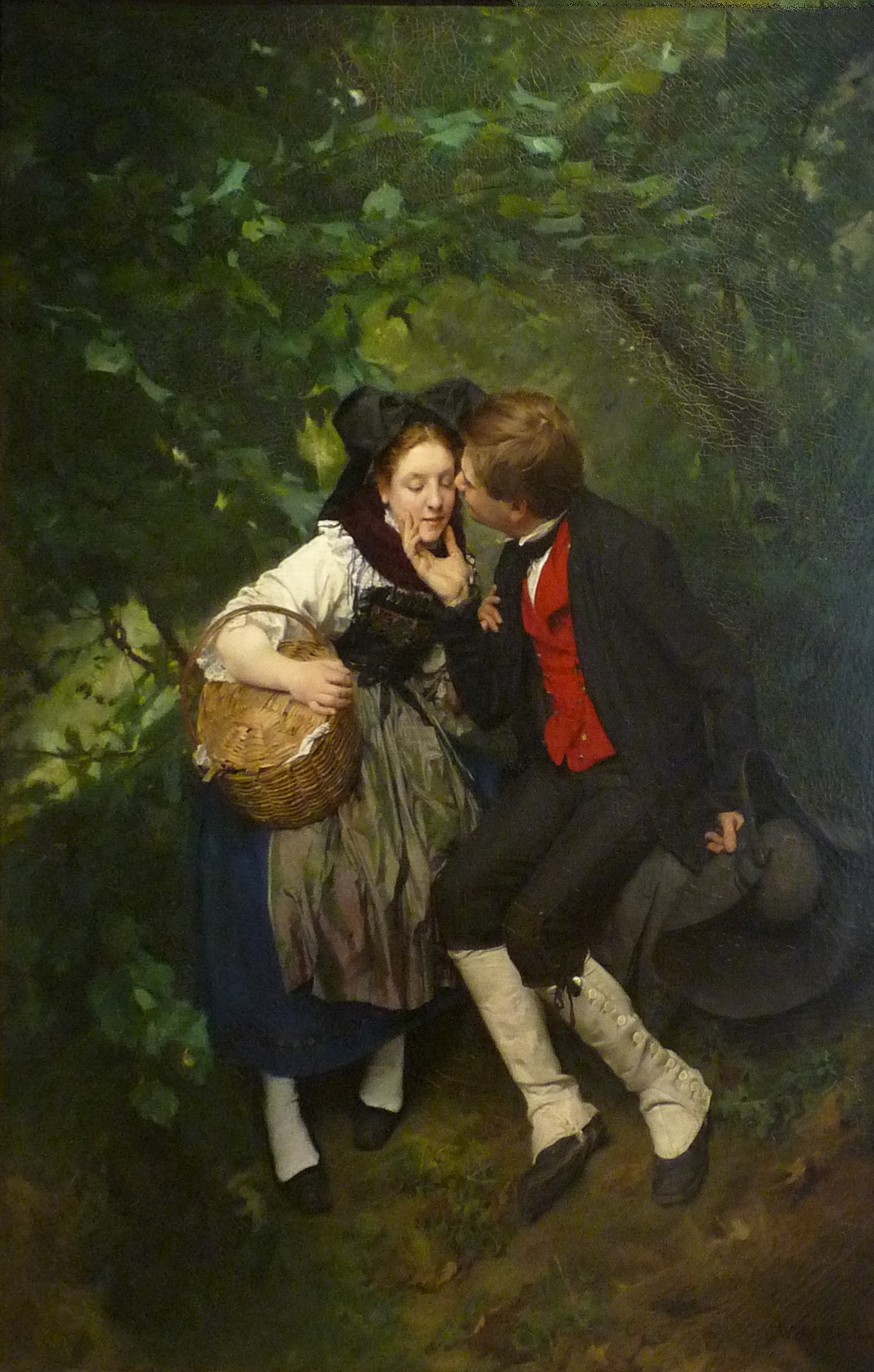
Sous la feuillée (1874), musée des Beaux-Arts de Mulhouse.
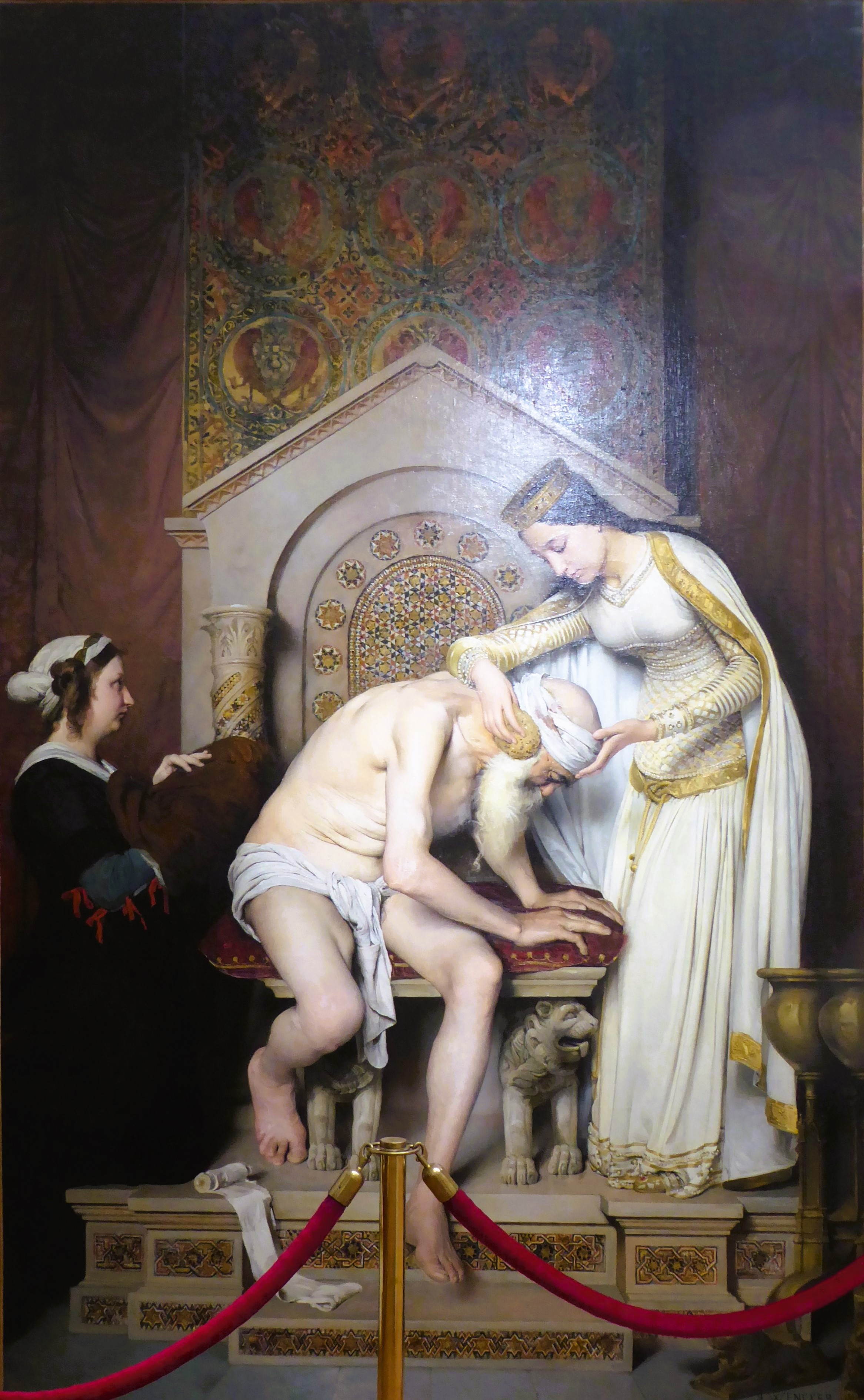
Sainte Élisabeth, Reine de Hongrie soignant un blessé (1876), musée de Châteaudun.
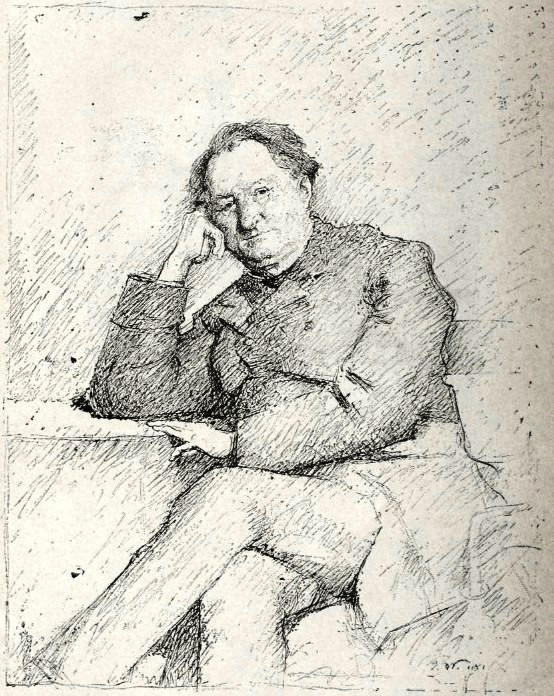
Portrait de M. Engel Dollfus (1881), lithographie[5].
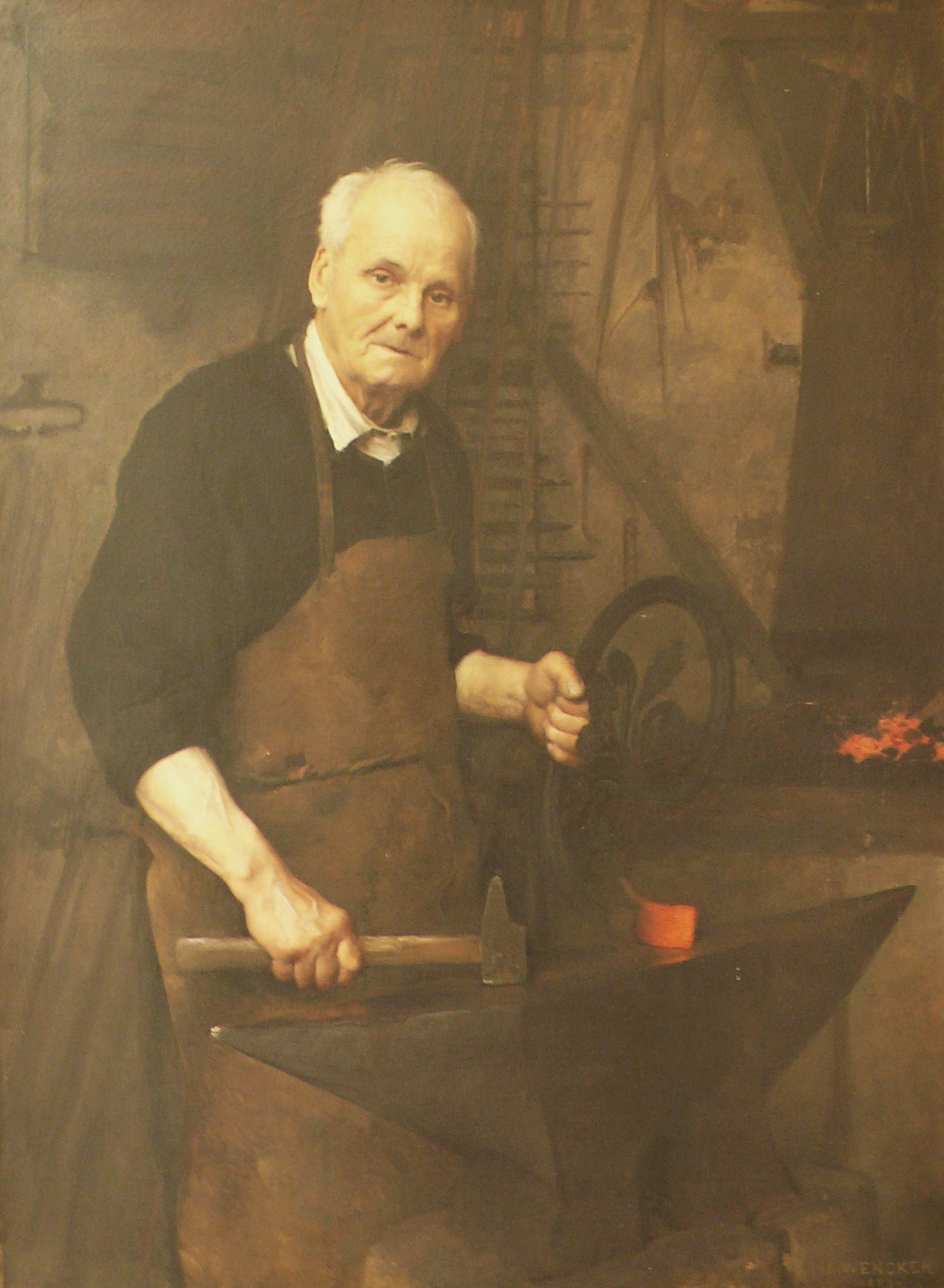
Portrait de M. Boulanger (1889), Jargeau, musée Oscar Roty.
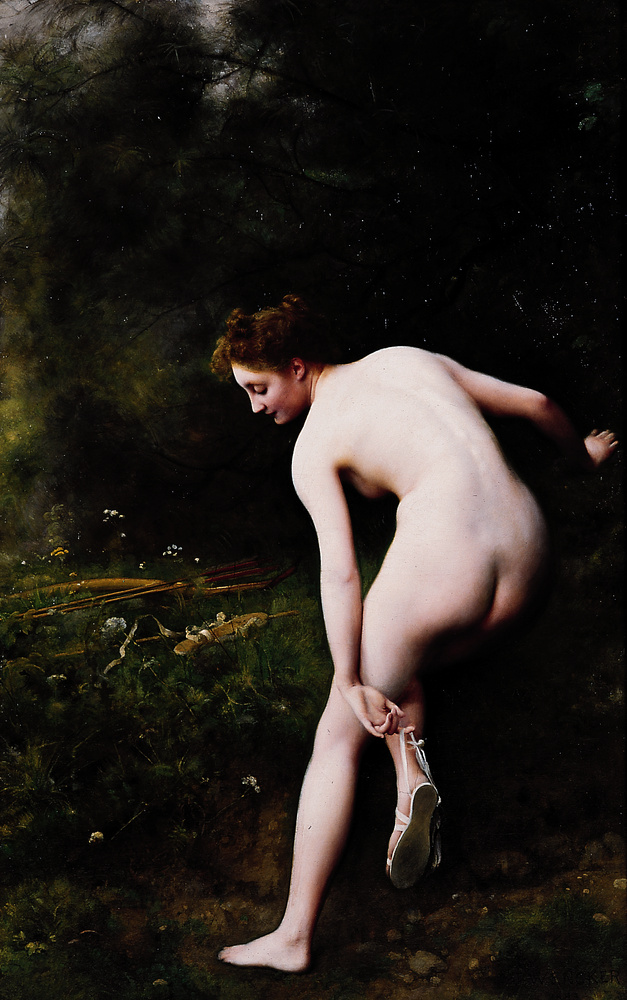
Artémis (Salon de 1893).